# 東京都道174号長沼北野線
東京都道174号長沼北野線（とうきょうとどう174ごう ながぬまきたのせん）は、東京都八王子市長沼町から、同市北野町に至る道路である。

## 道路概要
- 陸上距離：1.409km
- 起点：東京都八王子市長沼町（長沼町交差点＝東京都道173号上館日野線交点）
- 終点：東京都八王子市北野町（北野橋南交差点＝東京都道160号下柚木八王子線交点）

将来的には、北野公園前交差点 - 北野町交差点（都市計画道路八王子3.3.2号）が国道20号日野バイパス延伸部の一部に、北野町交差点 - 北野橋南交差点が国道20号八王子南バイパスの一部になる予定。

## 交差・接続している道路
- 東京都道173号上館日野線（北野街道、東京都八王子市）長沼町交差点
- 国道16号八王子バイパス（東京都八王子市）北野町交差点
- 東京都道160号下柚木八王子線（東京都八王子市）北野橋南交差点

## 橋梁
- 春日橋（湯殿川）

## 都市計画道路指定
- 八王子3.4.37号線
- 八王子3.3.2号線